# Manuel Díaz (szermierz)
Manuel Dionisio Díaz Martínez (ur. 8 kwietnia 1874 w Hawanie, zm. 20 lutego 1929 w Rochester) – kubański szermierz, mistrz olimpijski.
Na Letnich Igrzyskach Olimpijskich 1904 wystąpił w dwóch konkurencjach, zdobywając w każdej z nich złoty medal. W szabli wygrał wszystkie trzy pojedynki (startowało pięciu zawodników). Wraz z rodakiem Ramónem Fonstem i Amerykaninem Albertsonem Van Zo Postem zwyciężył w zawodach drużynowych we florecie, pokonując drużynę amerykańską. 
Uczęszczał do Harvard College. 